# Championnat de France de rugby à XV de 1re division fédérale 2018-2019
Navigation
Fédérale 1 2017-2018 Fédérale 1 2019-2020
Le championnat de France de rugby à XV de 1re division fédérale 2018-2019 voit s'affronter 47 équipes réparties dans 4 poules (3 poules de 12, 1 poule de 11). Les deux équipes finalistes sont promues en Pro D2 à l'issue de la saison. Les demi-finalistes sont susceptibles de monter si les finalistes n'apportent pas les garanties budgétaires exigées pour l'accession en Pro D2. Sept clubs seront relégués en Fédérale 2 (les 2 derniers des 3 poules de 12 et le dernier de la poule 3 qui ne compte que 11 clubs), les autres clubs resteront en Fédérale 1 la saison prochaine.

## Règlement

### Participants
Le championnat de France de division fédérale, est en principe disputé par 48 équipes qui sont invitées à y participer en fonction du classement sportif qu’elles ont obtenu à l’issue de la saison sportive écoulée, sous réserve notamment de l’application des dispositions de l’article 344 des règlements généraux de la FFR en cas de refus d’accession, de rétrogradation, de forfait général ou d’exclusion d’un club.
Ces 48 équipes se dénombrent en principe de la façon suivante :
- les 2 équipes classées aux deux dernières places de Pro D2 à l’issue de la saison précédente, qui sont sportivement reléguées en 1re division fédérale ;
- les 38 équipes ayant participé au championnat de France de Fédérale 1 lors de la saison précédente et qui sont sportivement maintenues dans cette division ;
- les 8 équipes ayant atteint les quarts de finale du championnat de France de Fédérale 2 à l’issue de la saison précédente, qui sont sportivement promues en 1re division fédérale.

### Organisation
Les équipes invitées à participer au championnat sont réparties dans 4 poules de 11 ou 12 clubs, décomposées en principe comme suit :
- les 4 poules contiennent chacune trois équipes classées têtes de série (les 12 têtes de série sont : les neuf équipes de la poule Accession de la saison précédente n'ayant pas réussi à monter en Pro D2, les deux relégués de Pro D2 et le vainqueur du trophée Jean-Prat 2018). Cependant, sur les 9 équipes restantes de la poule élite 2017-2018, 2 ont été reléguées administrativement en Fédérale 2 (Limoges rugby et le RC Strasbourg). Comme le prévoit le règlement de la FFR, ces 2 clubs sont remplacés comme têtes de série par le finaliste du trophée Jean-Prat 2018 (SA Trélissac), et par le demi-finaliste de ce trophée ayant le plus de points en fin de phase qualificative (AS Mâcon).
- les poules sont réparties par zone géographique.

Les équipes de chaque poule sont opposées lors de matchs « aller » et « retour ».
Les équipes classées aux 1re et 2e places de chaque poule sont qualifiées pour la Trophée Jean-Prat. Les deux finalistes sont promus en 2e division professionnelle Pro D2 sous condition de remplir les cahiers des charges financier et structurel de la FFR.
Les équipes classées de la 3e à la 6e place de chaque poule sont qualifiées pour le challenge Yves-du-Manoir. Les deux dernières équipes de chaque poule sont reléguées en Fédérale 2.
Un nouveau point de règlement est instauré concernant les classements. Ainsi, des points supplémentaires sont distribués à trois reprises dans la saison, pour cette première saison les 15 juillet 2018, 31 janvier 2019 ainsi qu'à l'issue de la saison régulière. Un bonus de deux, un ou zéro points est ainsi attribué à chaque échéance aux clubs selon la complétude de leurs dossiers justificatifs administratifs rendus à la fédération.

## Saison régulière

### Poule 1
| US Bergerac Stade nantais Union Cognac · Saint-Jean-d'Angély RCB Arcachon Saint-Médard RC US Dax Stade langonnais Niort RC SA Trélissac Rouen NR Rennes EC RC Suresnes |

| Club                             | Ville                         | Saison 2017-2018  | Phase finale 2017-2018                |
| -------------------------------- | ----------------------------- | ----------------- | ------------------------------------- |
| US Bergerac                      | Bergerac                      | 7e, poule 3       | -                                     |
| US Dax (R)                       | Dax                           | 15e en Pro D2     | -                                     |
| RC bassin d'Arcachon             | La Teste-de-Buch et Arcachon  | 8e, poule 2       | -                                     |
| Stade langonnais                 | Langon                        | 9e, poule 2       | -                                     |
| Stade nantais                    | Nantes                        | 4e, poule 2       | Quart de finale, trophée Jean-Prat    |
| Niort RC                         | Niort                         | 7e, poule 2       | -                                     |
| Rennes EC (P)                    | Rennes                        | 1er en Fédérale 2 | Quart de finale en Fédérale 2         |
| Rouen NR                         | Rouen                         | 4e, poule 1       | Finale d'accession                    |
| Union Cognac Saint-Jean-d'Angély | Saint-Jean-d'Angély et Cognac | 1re, poule 2      | Huitième de finale, trophée Jean-Prat |
| Saint-Médard RC                  | Saint-Médard-en-Jalles        | 10e, poule 2      | -                                     |
| SA Trélissac                     | Trélissac                     | 2e, poule 3       | Finale, trophée Jean-Prat             |
| RC Suresnes                      | Suresnes                      | 9e, poule 4       | -                                     |

| Rang | Club                             | J  | V  | N | D  | Bo | Bd | Pm  | Pe  | Diff | Pts   |
| ---- | -------------------------------- | -- | -- | - | -- | -- | -- | --- | --- | ---- | ----- |
| 1    | Rouen NR (T)                     | 22 | 21 | 0 | 1  | 13 | 1  | 803 | 280 | +523 | 102+2 |
| 2    | US Dax (R)(T)                    | 22 | 17 | 0 | 5  | 8  | 1  | 596 | 397 | +199 | 81+2  |
| 3    | Union Cognac Saint-Jean-d'Angély | 22 | 14 | 1 | 7  | 8  | 7  | 650 | 365 | +285 | 80+2  |
| 4    | SA Trélissac (T)                 | 22 | 13 | 0 | 9  | 3  | 3  | 577 | 537 | +40  | 64+2  |
| 5    | Rennes EC (P)                    | 22 | 11 | 0 | 11 | 2  | 9  | 502 | 441 | +61  | 61+2  |
| 6    | Stade nantais                    | 22 | 11 | 0 | 11 | 7  | 7  | 602 | 445 | +157 | 59+2  |
| 7    | Niort RC                         | 22 | 11 | 0 | 11 | 3  | 2  | 506 | 567 | -61  | 56+2  |
| 8    | RC bassin d'Arcachon             | 22 | 8  | 2 | 12 | 3  | 6  | 409 | 451 | -42  | 48+2  |
| 9    | US Bergerac                      | 22 | 8  | 3 | 11 | 1  | 3  | 498 | 603 | -105 | 44+2  |
| 9    | RC Suresnes                      | 22 | 7  | 1 | 14 | 2  | 6  | 478 | 607 | -129 | 44+2  |
| 11   | Stade langonnais                 | 22 | 6  | 3 | 13 | 1  | 1  | 346 | 620 | -274 | 36+2  |
| 12   | Saint-Médard RC                  | 22 | 0  | 0 | 22 | 0  | 3  | 273 | 927 | -654 | 9+2   |

|  | Qualifiés pour le Trophée Jean Prat                                                                                    |
|  | Qualifiés pour le Challenge Yves du Manoir                                                                             |
|  | Relégués en Fédérale 2 2019-2020.                                                                                      |
|  | R : Relégué de Pro D2 2017-2018 P : Promu de Fédérale 2 2017-2018 T : Tête de série +2 : Points de bonus administratif |

### Poule 2
| Anglet olympique SC Albi Stade bagnérais CA Lannemezan AS vauréenne US Marmande FC Oloron Saint-Jean-de-Luz O US Nafarroa Stado TPR US Tyrosse Avenir valencien |

| Club                        | Ville                    | Saison 2017-2018  | Phase finale 2017-2018                |
| --------------------------- | ------------------------ | ----------------- | ------------------------------------- |
| SC Albi                     | Albi                     | 3e, poule 1       | Demi-finale d'accession               |
| Anglet olympique            | Anglet                   | 5e, poule 2       | Huitième de finale, trophée Jean-Prat |
| Stade bagnérais             | Bagnères-de-Bigorre      | 8e, poule 2       | -                                     |
| CA Lannemezan (P)           | Lannemezan               | 2e en Fédérale 2  | Quart de finale en Fédérale 2         |
| AS vauréenne                | Lavaur                   | 4e, poule 3       | Vainqueur du Trophée Jean-Prat        |
| US Marmande (P)             | Marmande                 | 1er en Fédérale 2 | Demi-finale en Fédérale 2             |
| FC Oloron                   | Oloron-Sainte-Marie      | 3e, poule 2       | Demi-finale, trophée Jean-Prat        |
| Saint-Jean-de-Luz olympique | Saint-Jean-de-Luz        | 2e, poule 2       | Quart-de-finale, trophée Jean-Prat    |
| US Nafarroa (P)             | Saint-Jean-Pied-de-Port  | 1er en Fédérale 2 | Quart de finale en Fédérale 2         |
| Stado Tarbes Pyrénées rugby | Tarbes                   | 8e, poule 1       | Demi-finale d'accession               |
| US Tyrosse                  | Saint-Vincent-de-Tyrosse | 6e, poule 2       | Huitième de finale, trophée Jean-Prat |
| Avenir valencien            | Valence d'Agen           | 3e, poule 3       | Huitième de finale, trophée Jean-Prat |

| Rang | Club                 | J  | V  | N | D  | Bo | Bd | Pm  | Pe  | Diff | Pts  |
| ---- | -------------------- | -- | -- | - | -- | -- | -- | --- | --- | ---- | ---- |
| 1    | SC Albi (T)          | 22 | 18 | 0 | 4  | 13 | 4  | 749 | 268 | +481 | 95+2 |
| 2    | Saint-Jean-de-Luz OR | 22 | 15 | 0 | 7  | 4  | 4  | 526 | 412 | +114 | 74+2 |
| 3    | Stado Tarbes PR (T)  | 22 | 14 | 0 | 8  | 3  | 5  | 540 | 384 | +156 | 62+2 |
| 4    | Anglet olympique     | 22 | 11 | 1 | 10 | 1  | 7  | 440 | 464 | -24  | 60+2 |
| 5    | AS vauréenne (T)     | 22 | 9  | 1 | 12 | 6  | 7  | 492 | 399 | +93  | 57+2 |
| 6    | CA Lannemezan (P)    | 22 | 9  | 2 | 11 | 2  | 6  | 421 | 433 | -12  | 52+2 |
| 7    | US Tyrosse           | 22 | 8  | 2 | 12 | 2  | 6  | 457 | 487 | -30  | 50+2 |
| 8    | US Marmande (P)      | 22 | 10 | 0 | 12 | 1  | 2  | 429 | 603 | -174 | 50+2 |
| 9    | FC Oloron            | 22 | 9  | 0 | 13 | 3  | 4  | 444 | 540 | -96  | 49+2 |
| 10   | Stade bagnérais      | 22 | 9  | 0 | 13 | 1  | 4  | 345 | 498 | -153 | 47+2 |
| 11   | Avenir valencien     | 22 | 8  | 0 | 14 | 2  | 6  | 476 | 521 | -45  | 46+2 |
| 12   | US Nafarroa (P)      | 22 | 9  | 0 | 13 | 0  | 1  | 368 | 678 | -310 | 43+2 |

|  | Qualifiés pour le Trophée Jean Prat                                                    |
|  | Qualifiés pour le Challenge Yves du Manoir                                             |
|  | Relégués en Fédérale 2 2019-2020.                                                      |
|  | P : Promu de Fédérale 2 2017-2018 T : Tête de série +2 : Points de bonus administratif |

### Poule 3
| \| RC Aubenas Blagnac rugby Avenir castanéen Céret sportif AS fleurantine SC Graulhet RC Narbonne RC Nîmes Stade Rodez US Saint-Sulpice Valence Romans DR \| Localisation des clubs engagés dans le championnat. |
| RC Aubenas Blagnac rugby Avenir castanéen Céret sportif AS fleurantine SC Graulhet RC Narbonne RC Nîmes Stade Rodez US Saint-Sulpice Valence Romans DR                                                           |

| Club               | Ville                                       | Saison 2017-2018  | Phase finale 2017-2018                |
| ------------------ | ------------------------------------------- | ----------------- | ------------------------------------- |
| RC Aubenas         | Aubenas                                     | 10e, poule 1      | -                                     |
| Blagnac rugby      | Blagnac                                     | 1re, poule 3      | Quart de finale, trophée Jean-Prat    |
| Avenir castanéen   | Castanet-Tolosan                            | 5e, poule 3       | Huitième de finale, trophée Jean-Prat |
| Céret sportif      | Céret                                       | 7e, poule 4       | -                                     |
| AS Fleurantine (P) | Fleurance                                   | 1er en Fédérale 2 | Finale en Fédérale 2                  |
| SC Graulhet        | Graulhet                                    | 11e, poule 3      | -                                     |
| RC Narbonne (R)    | Narbonne                                    | 16e en Pro D2     | -                                     |
| RC Nîmes           | Nîmes                                       | 2e, poule 4       | Huitième de finale, trophée Jean-Prat |
| Stade Rodez        | Rodez                                       | 6e, poule 3       | -                                     |
| US Saint-Sulpice   | Saint-Sulpice-sur-Lèze                      | 9e, poule 3       | -                                     |
| Valence Romans DR  | Bourg-de-Péage, Romans-sur-Isère et Valence | 6e, poule 1       | -                                     |

| Rang | Club                  | J  | V  | N | D  | Bo | Bd | Pm  | Pe  | Diff | Pts   |
| ---- | --------------------- | -- | -- | - | -- | -- | -- | --- | --- | ---- | ----- |
| 1    | Valence Romans DR (T) | 20 | 20 | 0 | 0  | 15 | 0  | 845 | 168 | +677 | 101+2 |
| 2    | Blagnac rugby         | 20 | 15 | 1 | 4  | 7  | 3  | 567 | 281 | +286 | 78+2  |
| 3    | RC Aubenas (T)        | 20 | 11 | 3 | 6  | 5  | 2  | 486 | 339 | +147 | 63+2  |
| 3    | RC Nîmes              | 20 | 11 | 1 | 8  | 2  | 4  | 417 | 424 | -7   | 58+2  |
| 5    | RC Narbonne (R)(T)    | 20 | 9  | 1 | 10 | 6  | 4  | 543 | 393 | +150 | 54+2  |
| 6    | US Saint-Sulpice      | 19 | 9  | 1 | 9  | 3  | 4  | 363 | 403 | -40  | 51+2  |
| 7    | Stade Rodez           | 20 | 8  | 2 | 10 | 2  | 4  | 436 | 509 | -73  | 48+2  |
| 8    | Avenir castanéen      | 20 | 7  | 0 | 13 | 1  | 4  | 324 | 542 | -218 | 39+2  |
| 9    | Céret sportif         | 20 | 6  | 1 | 13 | 3  | 4  | 396 | 623 | -227 | 39+2  |
| 10   | AS fleurantine (P)    | 20 | 5  | 2 | 13 | 1  | 3  | 347 | 642 | -295 | 34+2  |
| 11   | SC Graulhet           | 20 | 2  | 2 | 16 | 0  | 3  | 286 | 686 | -400 | 21+2  |

- Le Stade Rodez Aveyron est rétrogradé en Fédérale 3, pour la saison 2019-2020, pour raisons financières[3]. Le club et l'association sont finalement placés en liquidation judiciaire[4].
- À la suite de cette rétrogradation, le Sporting club graulhetois est maintenu en Fédérale 1 pour la saison 2019-2020[5].

|  | Qualifiés pour le Trophée Jean Prat                                                                                    |
|  | Qualifiés pour le Challenge Yves du Manoir                                                                             |
|  | Relégués en Fédérale 2 2019-2020.                                                                                      |
|  | R : Relégué de Pro D2 2017-2018 P : Promu de Fédérale 2 2017-2018 T : Tête de série +2 : Points de bonus administratif |

### Poule 4
| CS Beaune CS Bourgoin-Jallieu AS Bédarrides Châteauneuf-du-Pape SO Chambéry Stade dijonnais RO Grasse RCHCC AS Mâcon Stade niçois US seynoise CS Vienne ASVEL |

| Club                                  | Ville                             | Saison 2017-2018  | Phase finale 2017-2018                |
| ------------------------------------- | --------------------------------- | ----------------- | ------------------------------------- |
| CS Beaune (P)                         | Beaune                            | 1er en Fédérale 2 | Demi-finale en Fédérale 2             |
| AS Bédarrides Châteauneuf-du-Pape (P) | Bédarrides et Châteauneuf-du-Pape | 2e en Fédérale 2  | Vainqueur de la Fédérale 2            |
| CS Bourgoin-Jallieu                   | Bourgoin-Jallieu                  | 9e, poule 1       | -                                     |
| SO Chambéry                           | Chambéry                          | 5e, poule 1       | -                                     |
| Stade dijonnais                       | Dijon                             | 8e, poule 4       | -                                     |
| RO Grasse                             | Grasse                            | 10e, poule 4      | -                                     |
| RC Hyères-Carqueiranne-La Crau        | Hyères, Carqueiranne et La Crau   | 3e, poule 4       | Huitième de finale, trophée Jean-Prat |
| AS Mâcon                              | Mâcon                             | 1re, poule 4      | Demi-finale, trophée Jean-Prat        |
| Stade niçois (P)                      | Nice                              | 1er en Fédérale 2 | Quart de finale en Fédérale 2         |
| US seynoise                           | La Seyne-sur-Mer                  | 4e, poule 4       | Huitième de finale, trophée Jean-Prat |
| CS Vienne                             | Vienne                            | 5e, poule 4       | Quart de finale, trophée Jean-Prat    |
| ASVEL                                 | Villeurbanne                      | 6e, poule 4       | -                                     |

| Rang | Club                                  | J  | V  | N | D  | Bo | Bd | Pm  | Pe  | Diff | Pts  |
| ---- | ------------------------------------- | -- | -- | - | -- | -- | -- | --- | --- | ---- | ---- |
| 1    | CS Bourgoin-Jallieu (T)               | 22 | 18 | 0 | 4  | 4  | 2  | 514 | 310 | +204 | 84+2 |
| 2    | Stade dijonnais                       | 22 | 17 | 0 | 5  | 8  | 1  | 648 | 423 | +225 | 83+2 |
| 3    | Stade niçois (P)                      | 22 | 16 | 1 | 5  | 5  | 4  | 541 | 378 | +163 | 69+2 |
| 4    | RC Hyères-Carqueiranne-La Crau        | 22 | 13 | 1 | 8  | 5  | 4  | 555 | 426 | +129 | 69+2 |
| 5    | AS Mâcon (T)                          | 22 | 11 | 1 | 10 | 4  | 4  | 539 | 494 | +45  | 60+2 |
| 6    | SO Chambéry (T)                       | 22 | 11 | 1 | 10 | 5  | 8  | 537 | 479 | +58  | 57+2 |
| 7    | CS Beaune (P)                         | 22 | 8  | 0 | 14 | 2  | 6  | 502 | 557 | -55  | 46+2 |
| 8    | CS Vienne                             | 22 | 8  | 0 | 14 | 3  | 5  | 430 | 576 | -146 | 46+2 |
| 9    | ASVEL Rugby                           | 22 | 8  | 0 | 14 | 2  | 4  | 400 | 500 | -100 | 46+2 |
| 10   | AS Bédarrides Châteauneuf-du-Pape (P) | 22 | 8  | 0 | 14 | 2  | 3  | 457 | 639 | -182 | 43+2 |
| 11   | US seynoise                           | 22 | 7  | 0 | 15 | 3  | 4  | 375 | 495 | -120 | 41+2 |
| 12   | RO Grasse                             | 22 | 5  | 0 | 17 | 2  | 5  | 378 | 599 | -221 | 33+2 |

|  | Qualifiés pour le Trophée Jean Prat                                                    |
|  | Qualifiés pour le Challenge Yves du Manoir                                             |
|  | Relégués en Fédérale 2 2019-2020.                                                      |
|  | P : Promu de Fédérale 2 2017-2018 T : Tête de série +2 : Points de bonus administratif |

## Phases finales

### Trophée Jean Prat
Les équipes classées aux 1re et 2e places de chaque poule sont qualifiées pour la Trophée Jean-Prat.
 
Les deux finalistes sont promus en 2e division professionnelle Pro D2 sous condition de remplir les cahiers des charges financier et structurel de la FFR. 
Pour le tableau des quarts de finale, le 1er joue contre le 8e, le 2ème contre le 7e, le 3e contre le 6e et le 4e contre le 5e.
 
La compétition se joue avec match aller et match retour, sauf pour la finale,, qui est organisée au stade Jean-Laville de Gueugnon.
|  | Quarts de finale                   | Quarts de finale                   | Quarts de finale                   | Quarts de finale                   |                    |                    | Demi-finales                      | Demi-finales                      | Demi-finales                      | Demi-finales                      |  |  | Finale                                        | Finale                                        | Finale                                        | Finale                                        |
|  |                                    |                                    |                                    |                                    |                    |                    |                                   |                                   |                                   |                                   |  |  |                                               |                                               |                                               |                                               |
|  | Aller le 27 avril, retour le 4 mai | Aller le 27 avril, retour le 4 mai | Aller le 27 avril, retour le 4 mai | Aller le 27 avril, retour le 4 mai |                    |                    | Aller le 18 mai, retour le 25 mai | Aller le 18 mai, retour le 25 mai | Aller le 18 mai, retour le 25 mai | Aller le 18 mai, retour le 25 mai |  |  | 1er juin 2019 au stade Jean-Laville, Gueugnon | 1er juin 2019 au stade Jean-Laville, Gueugnon | 1er juin 2019 au stade Jean-Laville, Gueugnon | 1er juin 2019 au stade Jean-Laville, Gueugnon |
|  | Aller le 27 avril, retour le 4 mai | Aller le 27 avril, retour le 4 mai | Aller le 27 avril, retour le 4 mai | Aller le 27 avril, retour le 4 mai |                    |                    | Aller le 18 mai, retour le 25 mai | Aller le 18 mai, retour le 25 mai | Aller le 18 mai, retour le 25 mai | Aller le 18 mai, retour le 25 mai |  |  | 1er juin 2019 au stade Jean-Laville, Gueugnon | 1er juin 2019 au stade Jean-Laville, Gueugnon | 1er juin 2019 au stade Jean-Laville, Gueugnon | 1er juin 2019 au stade Jean-Laville, Gueugnon |
|  | [8] Saint-Jean-de-Luz OR           | [8] Saint-Jean-de-Luz OR           | 20                                 | 6                                  |                    |                    | Aller le 18 mai, retour le 25 mai | Aller le 18 mai, retour le 25 mai | Aller le 18 mai, retour le 25 mai | Aller le 18 mai, retour le 25 mai |  |  | 1er juin 2019 au stade Jean-Laville, Gueugnon | 1er juin 2019 au stade Jean-Laville, Gueugnon | 1er juin 2019 au stade Jean-Laville, Gueugnon | 1er juin 2019 au stade Jean-Laville, Gueugnon |
|  | [8] Saint-Jean-de-Luz OR           | [8] Saint-Jean-de-Luz OR           | 20                                 | 6                                  |                    |                    | Aller le 18 mai, retour le 25 mai | Aller le 18 mai, retour le 25 mai | Aller le 18 mai, retour le 25 mai | Aller le 18 mai, retour le 25 mai |  |  | 1er juin 2019 au stade Jean-Laville, Gueugnon | 1er juin 2019 au stade Jean-Laville, Gueugnon | 1er juin 2019 au stade Jean-Laville, Gueugnon | 1er juin 2019 au stade Jean-Laville, Gueugnon |
|  | [1] Valence Romans DR*             | [1] Valence Romans DR*             | 27                                 | 29                                 |                    |                    | Aller le 18 mai, retour le 25 mai | Aller le 18 mai, retour le 25 mai | Aller le 18 mai, retour le 25 mai | Aller le 18 mai, retour le 25 mai |  |  | 1er juin 2019 au stade Jean-Laville, Gueugnon | 1er juin 2019 au stade Jean-Laville, Gueugnon | 1er juin 2019 au stade Jean-Laville, Gueugnon | 1er juin 2019 au stade Jean-Laville, Gueugnon |
|  | [1] Valence Romans DR*             | [1] Valence Romans DR*             | 27                                 | 29                                 | Valence Romans DR* | Valence Romans DR* | 30                                | 24                                |                                   |                                   |  |  | 1er juin 2019 au stade Jean-Laville, Gueugnon | 1er juin 2019 au stade Jean-Laville, Gueugnon | 1er juin 2019 au stade Jean-Laville, Gueugnon | 1er juin 2019 au stade Jean-Laville, Gueugnon |
|  | Aller le 26 avril, retour le 4 mai |                                    |                                    |                                    | Valence Romans DR* | Valence Romans DR* | 30                                | 24                                |                                   |                                   |  |  | 1er juin 2019 au stade Jean-Laville, Gueugnon | 1er juin 2019 au stade Jean-Laville, Gueugnon | 1er juin 2019 au stade Jean-Laville, Gueugnon | 1er juin 2019 au stade Jean-Laville, Gueugnon |
|  |                                    |                                    | Blagnac rugby                      | Blagnac rugby                      | 17                 | 21                 |                                   |                                   |                                   |                                   |  |  | 1er juin 2019 au stade Jean-Laville, Gueugnon | 1er juin 2019 au stade Jean-Laville, Gueugnon | 1er juin 2019 au stade Jean-Laville, Gueugnon | 1er juin 2019 au stade Jean-Laville, Gueugnon |
|  | [5] Blagnac rugby                  | [5] Blagnac rugby                  | Blagnac rugby                      | Blagnac rugby                      | 17                 | 21                 | 21                                | 12                                |                                   |                                   |  |  | 1er juin 2019 au stade Jean-Laville, Gueugnon | 1er juin 2019 au stade Jean-Laville, Gueugnon | 1er juin 2019 au stade Jean-Laville, Gueugnon | 1er juin 2019 au stade Jean-Laville, Gueugnon |
|  | [5] Blagnac rugby                  | [5] Blagnac rugby                  | Aller le 17 mai, retour le 24 mai  |                                    |                    |                    | 21                                | 12                                |                                   |                                   |  |  | 1er juin 2019 au stade Jean-Laville, Gueugnon | 1er juin 2019 au stade Jean-Laville, Gueugnon | 1er juin 2019 au stade Jean-Laville, Gueugnon | 1er juin 2019 au stade Jean-Laville, Gueugnon |
|  | [4] CS Bourgoin-Jallieu*           | [4] CS Bourgoin-Jallieu*           | 16                                 | 13                                 |                    |                    |                                   |                                   |                                   |                                   |  |  | 1er juin 2019 au stade Jean-Laville, Gueugnon | 1er juin 2019 au stade Jean-Laville, Gueugnon | 1er juin 2019 au stade Jean-Laville, Gueugnon | 1er juin 2019 au stade Jean-Laville, Gueugnon |
|  | [4] CS Bourgoin-Jallieu*           | [4] CS Bourgoin-Jallieu*           | 16                                 | 13                                 | Valence Romans DR  | Valence Romans DR  | 25                                | 25                                |                                   |                                   |  |  |                                               |                                               |                                               |                                               |
|  | Aller le 28 avril, retour le 5 mai |                                    |                                    |                                    | Valence Romans DR  | Valence Romans DR  | 25                                | 25                                |                                   |                                   |  |  |                                               |                                               |                                               |                                               |
|  |                                    |                                    | Rouen NR                           | Rouen NR                           | 30                 | 30                 |                                   |                                   |                                   |                                   |  |  |                                               |                                               |                                               |                                               |
|  | [7] US Dax                         | [7] US Dax                         | Rouen NR                           | Rouen NR                           | 30                 | 30                 | 9                                 | 10                                |                                   |                                   |  |  |                                               |                                               |                                               |                                               |
|  | [7] US Dax                         | [7] US Dax                         |                                    |                                    |                    |                    |                                   |                                   |                                   |                                   |  |  |                                               |                                               |                                               |                                               |
|  | [2] Rouen NR*                      | [2] Rouen NR*                      | 13                                 | 25                                 |                    |                    |                                   |                                   |                                   |                                   |  |  |                                               |                                               |                                               |                                               |
|  | [2] Rouen NR*                      | [2] Rouen NR*                      | 13                                 | 25                                 | Rouen NR*          | Rouen NR*          | 9                                 | 24                                |                                   |                                   |  |  |                                               |                                               |                                               |                                               |
|  | Aller le 28 avril, retour le 5 mai |                                    |                                    |                                    | Rouen NR*          | Rouen NR*          | 9                                 | 24                                |                                   |                                   |  |  |                                               |                                               |                                               |                                               |
|  |                                    |                                    | SC Albi                            | SC Albi                            | 20                 | 12                 |                                   |                                   |                                   |                                   |  |  |                                               |                                               |                                               |                                               |
|  | [6] Stade dijonnais                | [6] Stade dijonnais                | SC Albi                            | SC Albi                            | 20                 | 12                 | 19                                | 21                                |                                   |                                   |  |  |                                               |                                               |                                               |                                               |
|  | [6] Stade dijonnais                | [6] Stade dijonnais                |                                    |                                    |                    |                    |                                   | 21                                |                                   |                                   |  |  |                                               |                                               |                                               |                                               |
|  | [3] SC Albi*                       | [3] SC Albi*                       | 15                                 | 39                                 |                    |                    |                                   |                                   |                                   |                                   |  |  |                                               |                                               |                                               |                                               |
|  | [3] SC Albi*                       | [3] SC Albi*                       | 15                                 | 39                                 |                    |                    |                                   |                                   |                                   |                                   |  |  |                                               |                                               |                                               |                                               |
|  |                                    |                                    |                                    |                                    |                    |                    |                                   |                                   |                                   |                                   |  |  |                                               |                                               |                                               |                                               |

* Équipe recevant au match retour

### Challenge Yves du Manoir
Les équipes classées de la 3e à la 6e place de chaque poule sont qualifiées pour le challenge Yves-du-Manoir,.
|  | Huitièmes de finale                   | Huitièmes de finale                   | Huitièmes de finale                                     | Huitièmes de finale              |                                   |                                   | Quarts de finale                  | Quarts de finale                  | Quarts de finale                  | Quarts de finale                  |  |  | Demi-finales                                         | Demi-finales                                         | Demi-finales                                         | Demi-finales                                         |  |  | Finale                                           | Finale                                           | Finale                                           | Finale                                           |
|  |                                       |                                       |                                                         |                                  |                                   |                                   |                                   |                                   |                                   |                                   |  |  |                                                      |                                                      |                                                      |                                                      |  |  |                                                  |                                                  |                                                  |                                                  |
|  | Aller le 4 mai, retour le 12 mai      | Aller le 4 mai, retour le 12 mai      | Aller le 4 mai, retour le 12 mai                        | Aller le 4 mai, retour le 12 mai |                                   |                                   | Aller le 26 mai, retour le 2 juin | Aller le 26 mai, retour le 2 juin | Aller le 26 mai, retour le 2 juin | Aller le 26 mai, retour le 2 juin |  |  | 16 juin 2019 au stade Max-Rousié, Villeneuve-sur-Lot | 16 juin 2019 au stade Max-Rousié, Villeneuve-sur-Lot | 16 juin 2019 au stade Max-Rousié, Villeneuve-sur-Lot | 16 juin 2019 au stade Max-Rousié, Villeneuve-sur-Lot |  |  | 23 juin 2019 au Stadium de la Loue, Saint-Victor | 23 juin 2019 au Stadium de la Loue, Saint-Victor | 23 juin 2019 au Stadium de la Loue, Saint-Victor | 23 juin 2019 au Stadium de la Loue, Saint-Victor |
|  | [16] CA Lannemezan                    | [16] CA Lannemezan                    | 18                                                      | 7                                |                                   |                                   | Aller le 26 mai, retour le 2 juin | Aller le 26 mai, retour le 2 juin | Aller le 26 mai, retour le 2 juin | Aller le 26 mai, retour le 2 juin |  |  | 16 juin 2019 au stade Max-Rousié, Villeneuve-sur-Lot | 16 juin 2019 au stade Max-Rousié, Villeneuve-sur-Lot | 16 juin 2019 au stade Max-Rousié, Villeneuve-sur-Lot | 16 juin 2019 au stade Max-Rousié, Villeneuve-sur-Lot |  |  | 23 juin 2019 au Stadium de la Loue, Saint-Victor | 23 juin 2019 au Stadium de la Loue, Saint-Victor | 23 juin 2019 au Stadium de la Loue, Saint-Victor | 23 juin 2019 au Stadium de la Loue, Saint-Victor |
|  | [16] CA Lannemezan                    | [16] CA Lannemezan                    | 18                                                      | 7                                |                                   |                                   | Aller le 26 mai, retour le 2 juin | Aller le 26 mai, retour le 2 juin | Aller le 26 mai, retour le 2 juin | Aller le 26 mai, retour le 2 juin |  |  | 16 juin 2019 au stade Max-Rousié, Villeneuve-sur-Lot | 16 juin 2019 au stade Max-Rousié, Villeneuve-sur-Lot | 16 juin 2019 au stade Max-Rousié, Villeneuve-sur-Lot | 16 juin 2019 au stade Max-Rousié, Villeneuve-sur-Lot |  |  | 23 juin 2019 au Stadium de la Loue, Saint-Victor | 23 juin 2019 au Stadium de la Loue, Saint-Victor | 23 juin 2019 au Stadium de la Loue, Saint-Victor | 23 juin 2019 au Stadium de la Loue, Saint-Victor |
|  | [1] Union Cognac Saint-Jean-d'Angély* | [1] Union Cognac Saint-Jean-d'Angély* | 24                                                      | 25                               |                                   |                                   | Aller le 26 mai, retour le 2 juin | Aller le 26 mai, retour le 2 juin | Aller le 26 mai, retour le 2 juin | Aller le 26 mai, retour le 2 juin |  |  | 16 juin 2019 au stade Max-Rousié, Villeneuve-sur-Lot | 16 juin 2019 au stade Max-Rousié, Villeneuve-sur-Lot | 16 juin 2019 au stade Max-Rousié, Villeneuve-sur-Lot | 16 juin 2019 au stade Max-Rousié, Villeneuve-sur-Lot |  |  | 23 juin 2019 au Stadium de la Loue, Saint-Victor | 23 juin 2019 au Stadium de la Loue, Saint-Victor | 23 juin 2019 au Stadium de la Loue, Saint-Victor | 23 juin 2019 au Stadium de la Loue, Saint-Victor |
|  | [1] Union Cognac Saint-Jean-d'Angély* | [1] Union Cognac Saint-Jean-d'Angély* | 24                                                      | 25                               | Union Cognac Saint-Jean-d'Angély* | Union Cognac Saint-Jean-d'Angély* | 17                                | 24                                |                                   |                                   |  |  | 16 juin 2019 au stade Max-Rousié, Villeneuve-sur-Lot | 16 juin 2019 au stade Max-Rousié, Villeneuve-sur-Lot | 16 juin 2019 au stade Max-Rousié, Villeneuve-sur-Lot | 16 juin 2019 au stade Max-Rousié, Villeneuve-sur-Lot |  |  | 23 juin 2019 au Stadium de la Loue, Saint-Victor | 23 juin 2019 au Stadium de la Loue, Saint-Victor | 23 juin 2019 au Stadium de la Loue, Saint-Victor | 23 juin 2019 au Stadium de la Loue, Saint-Victor |
|  | Aller le 4 mai, retour le 11 mai      |                                       |                                                         |                                  | Union Cognac Saint-Jean-d'Angély* | Union Cognac Saint-Jean-d'Angély* | 17                                | 24                                |                                   |                                   |  |  | 16 juin 2019 au stade Max-Rousié, Villeneuve-sur-Lot | 16 juin 2019 au stade Max-Rousié, Villeneuve-sur-Lot | 16 juin 2019 au stade Max-Rousié, Villeneuve-sur-Lot | 16 juin 2019 au stade Max-Rousié, Villeneuve-sur-Lot |  |  | 23 juin 2019 au Stadium de la Loue, Saint-Victor | 23 juin 2019 au Stadium de la Loue, Saint-Victor | 23 juin 2019 au Stadium de la Loue, Saint-Victor | 23 juin 2019 au Stadium de la Loue, Saint-Victor |
|  |                                       |                                       | Anglet ORC                                              | Anglet ORC                       | 12                                | 20                                |                                   |                                   |                                   |                                   |  |  | 16 juin 2019 au stade Max-Rousié, Villeneuve-sur-Lot | 16 juin 2019 au stade Max-Rousié, Villeneuve-sur-Lot | 16 juin 2019 au stade Max-Rousié, Villeneuve-sur-Lot | 16 juin 2019 au stade Max-Rousié, Villeneuve-sur-Lot |  |  | 23 juin 2019 au Stadium de la Loue, Saint-Victor | 23 juin 2019 au Stadium de la Loue, Saint-Victor | 23 juin 2019 au Stadium de la Loue, Saint-Victor | 23 juin 2019 au Stadium de la Loue, Saint-Victor |
|  | [9] Rennes EC                         | [9] Rennes EC                         | Anglet ORC                                              | Anglet ORC                       | 12                                | 20                                | 24                                | 15                                |                                   |                                   |  |  | 16 juin 2019 au stade Max-Rousié, Villeneuve-sur-Lot | 16 juin 2019 au stade Max-Rousié, Villeneuve-sur-Lot | 16 juin 2019 au stade Max-Rousié, Villeneuve-sur-Lot | 16 juin 2019 au stade Max-Rousié, Villeneuve-sur-Lot |  |  | 23 juin 2019 au Stadium de la Loue, Saint-Victor | 23 juin 2019 au Stadium de la Loue, Saint-Victor | 23 juin 2019 au Stadium de la Loue, Saint-Victor | 23 juin 2019 au Stadium de la Loue, Saint-Victor |
|  | [9] Rennes EC                         | [9] Rennes EC                         | Aller le 25 mai, retour le 1er juin                     |                                  |                                   |                                   | 24                                | 15                                |                                   |                                   |  |  | 16 juin 2019 au stade Max-Rousié, Villeneuve-sur-Lot | 16 juin 2019 au stade Max-Rousié, Villeneuve-sur-Lot | 16 juin 2019 au stade Max-Rousié, Villeneuve-sur-Lot | 16 juin 2019 au stade Max-Rousié, Villeneuve-sur-Lot |  |  | 23 juin 2019 au Stadium de la Loue, Saint-Victor | 23 juin 2019 au Stadium de la Loue, Saint-Victor | 23 juin 2019 au Stadium de la Loue, Saint-Victor | 23 juin 2019 au Stadium de la Loue, Saint-Victor |
|  | [8] Anglet ORC*                       | [8] Anglet ORC*                       | 15                                                      | 24                               |                                   |                                   |                                   |                                   |                                   |                                   |  |  | 16 juin 2019 au stade Max-Rousié, Villeneuve-sur-Lot | 16 juin 2019 au stade Max-Rousié, Villeneuve-sur-Lot | 16 juin 2019 au stade Max-Rousié, Villeneuve-sur-Lot | 16 juin 2019 au stade Max-Rousié, Villeneuve-sur-Lot |  |  | 23 juin 2019 au Stadium de la Loue, Saint-Victor | 23 juin 2019 au Stadium de la Loue, Saint-Victor | 23 juin 2019 au Stadium de la Loue, Saint-Victor | 23 juin 2019 au Stadium de la Loue, Saint-Victor |
|  | [8] Anglet ORC*                       | [8] Anglet ORC*                       | 15                                                      | 24                               | Union Cognac Saint-Jean-d'Angély  | Union Cognac Saint-Jean-d'Angély  | 19                                | 19                                |                                   |                                   |  |  |                                                      |                                                      |                                                      |                                                      |  |  | 23 juin 2019 au Stadium de la Loue, Saint-Victor | 23 juin 2019 au Stadium de la Loue, Saint-Victor | 23 juin 2019 au Stadium de la Loue, Saint-Victor | 23 juin 2019 au Stadium de la Loue, Saint-Victor |
|  | Aller le 5 mai, retour le 12 mai      |                                       |                                                         |                                  | Union Cognac Saint-Jean-d'Angély  | Union Cognac Saint-Jean-d'Angély  | 19                                | 19                                |                                   |                                   |  |  |                                                      |                                                      |                                                      |                                                      |  |  | 23 juin 2019 au Stadium de la Loue, Saint-Victor | 23 juin 2019 au Stadium de la Loue, Saint-Victor | 23 juin 2019 au Stadium de la Loue, Saint-Victor | 23 juin 2019 au Stadium de la Loue, Saint-Victor |
|  |                                       |                                       | Stado Tarbes PR                                         | Stado Tarbes PR                  | 18                                | 18                                |                                   |                                   |                                   |                                   |  |  |                                                      |                                                      |                                                      |                                                      |  |  | 23 juin 2019 au Stadium de la Loue, Saint-Victor | 23 juin 2019 au Stadium de la Loue, Saint-Victor | 23 juin 2019 au Stadium de la Loue, Saint-Victor | 23 juin 2019 au Stadium de la Loue, Saint-Victor |
|  | [12] AS vauréenne                     | [12] AS vauréenne                     | Stado Tarbes PR                                         | Stado Tarbes PR                  | 18                                | 18                                | 30                                | 17                                |                                   |                                   |  |  |                                                      |                                                      |                                                      |                                                      |  |  | 23 juin 2019 au Stadium de la Loue, Saint-Victor | 23 juin 2019 au Stadium de la Loue, Saint-Victor | 23 juin 2019 au Stadium de la Loue, Saint-Victor | 23 juin 2019 au Stadium de la Loue, Saint-Victor |
|  | [12] AS vauréenne                     | [12] AS vauréenne                     | 16 juin 2019 au stade Franck-Benassy, Ambérieu-en-Bugey |                                  |                                   |                                   | 30                                | 17                                |                                   |                                   |  |  |                                                      |                                                      |                                                      |                                                      |  |  | 23 juin 2019 au Stadium de la Loue, Saint-Victor | 23 juin 2019 au Stadium de la Loue, Saint-Victor | 23 juin 2019 au Stadium de la Loue, Saint-Victor | 23 juin 2019 au Stadium de la Loue, Saint-Victor |
|  | [5] Stade niçois*                     | [5] Stade niçois*                     | 18                                                      | 34                               |                                   |                                   |                                   |                                   |                                   |                                   |  |  |                                                      |                                                      |                                                      |                                                      |  |  | 23 juin 2019 au Stadium de la Loue, Saint-Victor | 23 juin 2019 au Stadium de la Loue, Saint-Victor | 23 juin 2019 au Stadium de la Loue, Saint-Victor | 23 juin 2019 au Stadium de la Loue, Saint-Victor |
|  | [5] Stade niçois*                     | [5] Stade niçois*                     | 18                                                      | 34                               | Stade niçois                      | Stade niçois                      | 20                                | 12                                |                                   |                                   |  |  |                                                      |                                                      |                                                      |                                                      |  |  | 23 juin 2019 au Stadium de la Loue, Saint-Victor | 23 juin 2019 au Stadium de la Loue, Saint-Victor | 23 juin 2019 au Stadium de la Loue, Saint-Victor | 23 juin 2019 au Stadium de la Loue, Saint-Victor |
|  | Aller le 5 mai, retour le 12 mai      |                                       |                                                         |                                  | Stade niçois                      | Stade niçois                      | 20                                | 12                                |                                   |                                   |  |  |                                                      |                                                      |                                                      |                                                      |  |  | 23 juin 2019 au Stadium de la Loue, Saint-Victor | 23 juin 2019 au Stadium de la Loue, Saint-Victor | 23 juin 2019 au Stadium de la Loue, Saint-Victor | 23 juin 2019 au Stadium de la Loue, Saint-Victor |
|  |                                       |                                       | Stado Tarbes PR*                                        | Stado Tarbes PR*                 | 10                                | 36                                |                                   |                                   |                                   |                                   |  |  |                                                      |                                                      |                                                      |                                                      |  |  | 23 juin 2019 au Stadium de la Loue, Saint-Victor | 23 juin 2019 au Stadium de la Loue, Saint-Victor | 23 juin 2019 au Stadium de la Loue, Saint-Victor | 23 juin 2019 au Stadium de la Loue, Saint-Victor |
|  | [13] Stade nantais                    | [13] Stade nantais                    | Stado Tarbes PR*                                        | Stado Tarbes PR*                 | 10                                | 36                                | 20                                | 8                                 |                                   |                                   |  |  |                                                      |                                                      |                                                      |                                                      |  |  | 23 juin 2019 au Stadium de la Loue, Saint-Victor | 23 juin 2019 au Stadium de la Loue, Saint-Victor | 23 juin 2019 au Stadium de la Loue, Saint-Victor | 23 juin 2019 au Stadium de la Loue, Saint-Victor |
|  | [13] Stade nantais                    | [13] Stade nantais                    | Aller le 26 mai, retour le 2 juin                       |                                  |                                   |                                   | 20                                | 8                                 |                                   |                                   |  |  |                                                      |                                                      |                                                      |                                                      |  |  | 23 juin 2019 au Stadium de la Loue, Saint-Victor | 23 juin 2019 au Stadium de la Loue, Saint-Victor | 23 juin 2019 au Stadium de la Loue, Saint-Victor | 23 juin 2019 au Stadium de la Loue, Saint-Victor |
|  | [4] Stado Tarbes PR*                  | [4] Stado Tarbes PR*                  | 12                                                      | 44                               |                                   |                                   |                                   |                                   |                                   |                                   |  |  |                                                      |                                                      |                                                      |                                                      |  |  | 23 juin 2019 au Stadium de la Loue, Saint-Victor | 23 juin 2019 au Stadium de la Loue, Saint-Victor | 23 juin 2019 au Stadium de la Loue, Saint-Victor | 23 juin 2019 au Stadium de la Loue, Saint-Victor |
|  | [4] Stado Tarbes PR*                  | [4] Stado Tarbes PR*                  | 12                                                      | 44                               | Union Cognac Saint-Jean-d'Angély  | Union Cognac Saint-Jean-d'Angély  | 16                                | 16                                |                                   |                                   |  |  |                                                      |                                                      |                                                      |                                                      |  |  |                                                  |                                                  |                                                  |                                                  |
|  | Aller le 5 mai, retour le 12 mai      |                                       |                                                         |                                  | Union Cognac Saint-Jean-d'Angély  | Union Cognac Saint-Jean-d'Angély  | 16                                | 16                                |                                   |                                   |  |  |                                                      |                                                      |                                                      |                                                      |  |  |                                                  |                                                  |                                                  |                                                  |
|  |                                       |                                       | AS Mâcon                                                | AS Mâcon                         | 19                                | 19                                |                                   |                                   |                                   |                                   |  |  |                                                      |                                                      |                                                      |                                                      |  |  |                                                  |                                                  |                                                  |                                                  |
|  | [15] US Saint-Sulpice                 | [15] US Saint-Sulpice                 | AS Mâcon                                                | AS Mâcon                         | 19                                | 19                                | 23                                | 24                                |                                   |                                   |  |  |                                                      |                                                      |                                                      |                                                      |  |  |                                                  |                                                  |                                                  |                                                  |
|  | [15] US Saint-Sulpice                 | [15] US Saint-Sulpice                 |                                                         |                                  |                                   |                                   |                                   | 24                                |                                   |                                   |  |  |                                                      |                                                      |                                                      |                                                      |  |  |                                                  |                                                  |                                                  |                                                  |
|  | [2] RC Hyères-Carqueiranne-La Crau*   | [2] RC Hyères-Carqueiranne-La Crau*   | 29                                                      | 31                               |                                   |                                   |                                   |                                   |                                   |                                   |  |  |                                                      |                                                      |                                                      |                                                      |  |  |                                                  |                                                  |                                                  |                                                  |
|  | [2] RC Hyères-Carqueiranne-La Crau*   | [2] RC Hyères-Carqueiranne-La Crau*   | 29                                                      | 31                               | RC Hyères-Carqueiranne-La Crau*   | RC Hyères-Carqueiranne-La Crau*   | 21                                | 19                                |                                   |                                   |  |  |                                                      |                                                      |                                                      |                                                      |  |  |                                                  |                                                  |                                                  |                                                  |
|  | Aller le 5 mai, retour le 12 mai      |                                       |                                                         |                                  | RC Hyères-Carqueiranne-La Crau*   | RC Hyères-Carqueiranne-La Crau*   | 21                                | 19                                |                                   |                                   |  |  |                                                      |                                                      |                                                      |                                                      |  |  |                                                  |                                                  |                                                  |                                                  |
|  |                                       |                                       | AS Mâcon                                                | AS Mâcon                         | 37                                | 12                                |                                   |                                   |                                   |                                   |  |  |                                                      |                                                      |                                                      |                                                      |  |  |                                                  |                                                  |                                                  |                                                  |
|  | [10] AS Mâcon                         | [10] AS Mâcon                         | AS Mâcon                                                | AS Mâcon                         | 37                                | 12                                | 22                                | 32                                |                                   |                                   |  |  |                                                      |                                                      |                                                      |                                                      |  |  |                                                  |                                                  |                                                  |                                                  |
|  | [10] AS Mâcon                         | [10] AS Mâcon                         | Aller le 26 mai, retour le 2 juin                       |                                  |                                   |                                   | 22                                | 32                                |                                   |                                   |  |  |                                                      |                                                      |                                                      |                                                      |  |  |                                                  |                                                  |                                                  |                                                  |
|  | [7] RC Nîmes*                         | [7] RC Nîmes*                         | 21                                                      | 27                               |                                   |                                   |                                   |                                   |                                   |                                   |  |  |                                                      |                                                      |                                                      |                                                      |  |  |                                                  |                                                  |                                                  |                                                  |
|  | [7] RC Nîmes*                         | [7] RC Nîmes*                         | 21                                                      | 27                               | AS Mâcon                          | AS Mâcon                          | 22                                | 22                                |                                   |                                   |  |  |                                                      |                                                      |                                                      |                                                      |  |  |                                                  |                                                  |                                                  |                                                  |
|  | Aller le 5 mai, retour le 12 mai      |                                       |                                                         |                                  | AS Mâcon                          | AS Mâcon                          | 22                                | 22                                |                                   |                                   |  |  |                                                      |                                                      |                                                      |                                                      |  |  |                                                  |                                                  |                                                  |                                                  |
|  |                                       |                                       | SO Chambéry                                             | SO Chambéry                      | 19                                | 19                                |                                   |                                   |                                   |                                   |  |  |                                                      |                                                      |                                                      |                                                      |  |  |                                                  |                                                  |                                                  |                                                  |
|  | [11] RC Narbonne                      | [11] RC Narbonne                      | SO Chambéry                                             | SO Chambéry                      | 19                                | 19                                | 27                                | 14                                |                                   |                                   |  |  |                                                      |                                                      |                                                      |                                                      |  |  |                                                  |                                                  |                                                  |                                                  |
|  | [11] RC Narbonne                      | [11] RC Narbonne                      |                                                         |                                  |                                   |                                   |                                   | 14                                |                                   |                                   |  |  |                                                      |                                                      |                                                      |                                                      |  |  |                                                  |                                                  |                                                  |                                                  |
|  | [6] SA Trélissac*                     | [6] SA Trélissac*                     | 17                                                      | 17                               |                                   |                                   |                                   |                                   |                                   |                                   |  |  |                                                      |                                                      |                                                      |                                                      |  |  |                                                  |                                                  |                                                  |                                                  |
|  | [6] SA Trélissac*                     | [6] SA Trélissac*                     | 17                                                      | 17                               | RC Narbonne*                      | RC Narbonne*                      | 6                                 | 25                                |                                   |                                   |  |  |                                                      |                                                      |                                                      |                                                      |  |  |                                                  |                                                  |                                                  |                                                  |
|  | Aller le 5 mai, retour le 12 mai      |                                       |                                                         |                                  | RC Narbonne*                      | RC Narbonne*                      | 6                                 | 25                                |                                   |                                   |  |  |                                                      |                                                      |                                                      |                                                      |  |  |                                                  |                                                  |                                                  |                                                  |
|  |                                       |                                       | SO Chambéry                                             | SO Chambéry                      | 34                                | 13                                |                                   |                                   |                                   |                                   |  |  |                                                      |                                                      |                                                      |                                                      |  |  |                                                  |                                                  |                                                  |                                                  |
|  | [14] SO Chambéry                      | [14] SO Chambéry                      | SO Chambéry                                             | SO Chambéry                      | 34                                | 13                                | 31                                | 13                                |                                   |                                   |  |  |                                                      |                                                      |                                                      |                                                      |  |  |                                                  |                                                  |                                                  |                                                  |
|  | [14] SO Chambéry                      | [14] SO Chambéry                      |                                                         |                                  |                                   |                                   |                                   | 13                                |                                   |                                   |  |  |                                                      |                                                      |                                                      |                                                      |  |  |                                                  |                                                  |                                                  |                                                  |
|  | [3] RC Aubenas*                       | [3] RC Aubenas*                       | 6                                                       | 18                               |                                   |                                   |                                   |                                   |                                   |                                   |  |  |                                                      |                                                      |                                                      |                                                      |  |  |                                                  |                                                  |                                                  |                                                  |
|  | [3] RC Aubenas*                       | [3] RC Aubenas*                       | 6                                                       | 18                               |                                   |                                   |                                   |                                   |                                   |                                   |  |  |                                                      |                                                      |                                                      |                                                      |  |  |                                                  |                                                  |                                                  |                                                  |
|  |                                       |                                       |                                                         |                                  |                                   |                                   |                                   |                                   |                                   |                                   |  |  |                                                      |                                                      |                                                      |                                                      |  |  |                                                  |                                                  |                                                  |                                                  |

* Équipe recevant au match retour